# Les Monts Grantez

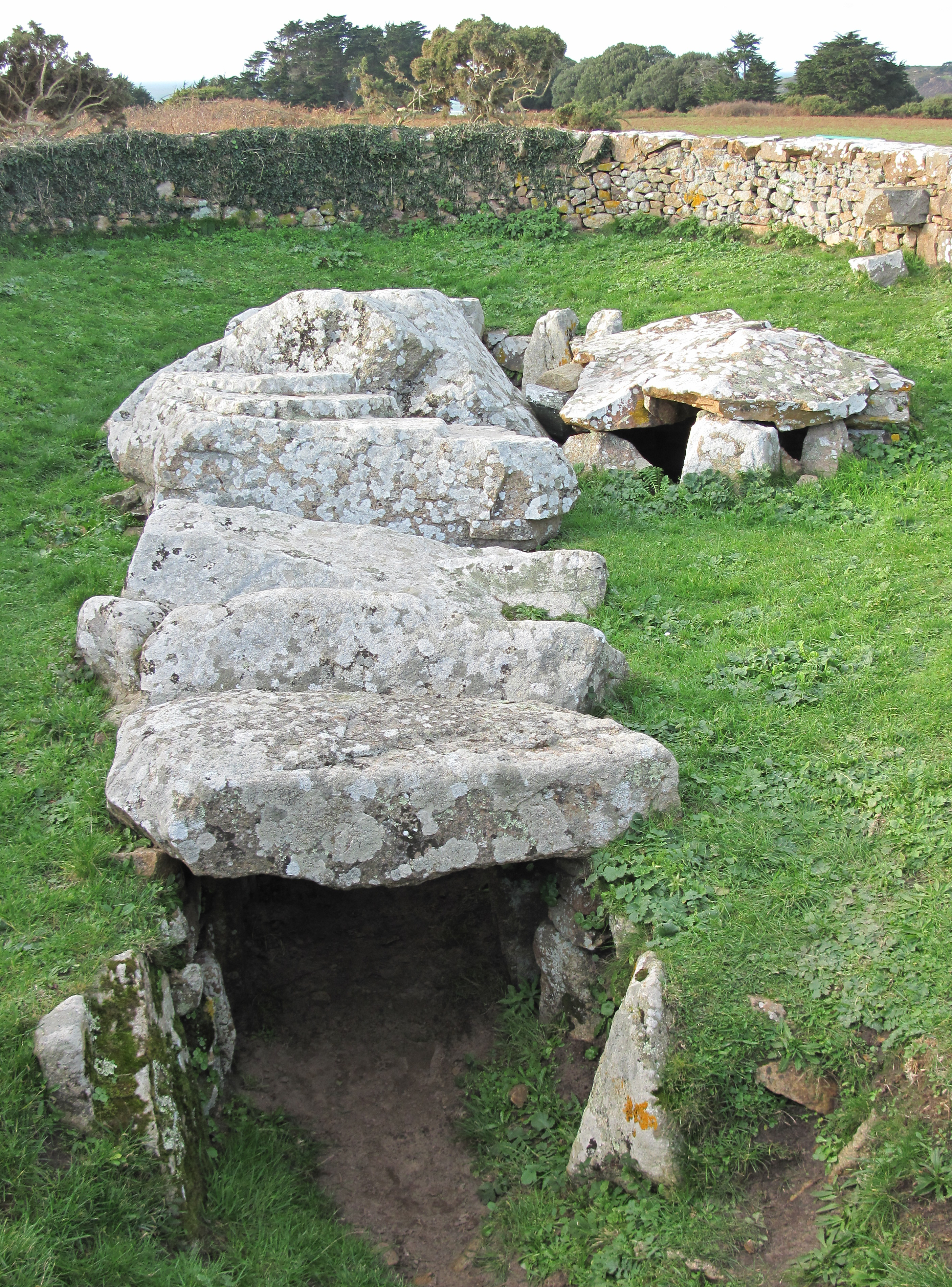
Les Monts Grantez

Les Monts Grantez – neolityczny grobowiec korytarzowy położony w parafii Saint Ouen na wyspie Jersey.
Datowany na 4000-3250 p.n.e. grobowiec został odkryty w 1839 roku i po raz pierwszy opisany w 1870 roku przez S.P. Olivera. Składa się z jednej dużej, owalnej komnaty grobowej i przyległej do niej mniejszej komnaty bocznej, do których prowadzi korytarz o długości 4 m i szerokości 1 m. Całość nakryta jest sześcioma głazami stropowymi, dwóch głazów brakuje. Puste przestrzenie pomiędzy tworzącymi ściany kamieniami nośnymi wypełniono tzw. suchym murem.
Podczas przeprowadzonych w 1912 roku prac archeologicznych we wnętrzu grobowca odkryto siedem pochówków oraz bogate wyposażenie zawierające kości zwierząt, muszle i kamyki morskie, fragmenty ceramiki, kamienne siekiery i ostrza oraz duży paciorek ze steatytu.